# Ptychadena mascareniensis
Ptychadena mascareniensis es una especie  de anfibios de la familia Ptychadenidae.

## Distribución geográfica
Se encuentra en Angola, Botsuana, Camerún, República Centroafricana, República Democrática del Congo, Costa de Marfil, Egipto, Guinea Ecuatorial, Etiopía, Gabón, Ghana, Guinea, Guinea-Bissau, Kenia, Liberia, Madagascar, Malaui, Mauricio, Mozambique, Namibia, Nigeria, Ruanda, Reunión, Senegal, Seychelles, Sierra Leona, Sudáfrica, Sudán, Tanzania, Zambia y Zimbabue.